# Harald Beilschmied
Harald Beilschmied (* 21. Oktober 1968 in St. Pölten) ist ein österreichischer Handballtrainer und ehemaliger Handballspieler, der zumeist als Kreisläufer eingesetzt wurde.
Der 1,90 m große Linkshänder begann mit 14 Jahren in seiner Heimatstadt mit dem Handballspiel. Über die Station UHC Stockerau kam er zur SG Handball West Wien in die Handball Liga Austria. Mit ASKÖ Linde Linz erreichte er das Finale im EHF-Pokal 1993/94. 1996 wechselte er in die deutsche Handball-Bundesliga zum TV Niederwürzbach, mit dem er im DHB-Pokal 1997/98 erst im Finale dem THW Kiel unterlag. Nach zwei Jahren ging er zum TuS Nettelstedt. 2000 kehrte er nach Österreich zu Alpla HC Hard zurück. Anschließend spielte er für den deutschen Zweitligisten MSG Melsungen/Böddiger und den TSB Horkheim. 2005 unterschrieb er beim Oberligisten SV Fellbach. Dort zog er sich im fünften Einsatz den zweiten Kreuzbandriss innerhalb eines Jahres zu und beendete daraufhin seine Spielerkarriere.
Für die Österreichische Nationalmannschaft bestritt Harald Beilschmied 92 Länderspiele, in denen er 185 Tore erzielte. Er konnte sich jedoch nie für ein großes Turnier qualifizieren.
Ab 2007 war Beilschmied Trainer beim SV Fellbach. Zur Saison 2010/11 wechselte er zum VfL Waiblingen, den er nach wenigen Monaten aus beruflichen Gründen verließ.

## Privates
Harald Beilschmied ist verheiratet und hat ein Kind. Hauptberuflich ist er Pharmareferent.